# Marie Jules César le Lorgne de Savigny

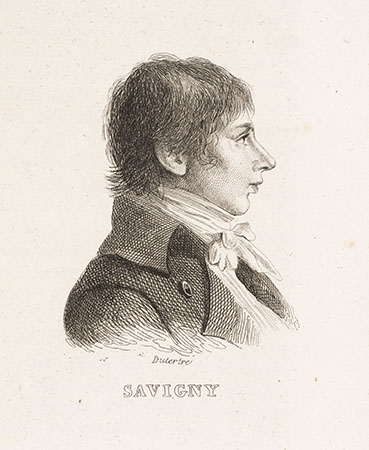

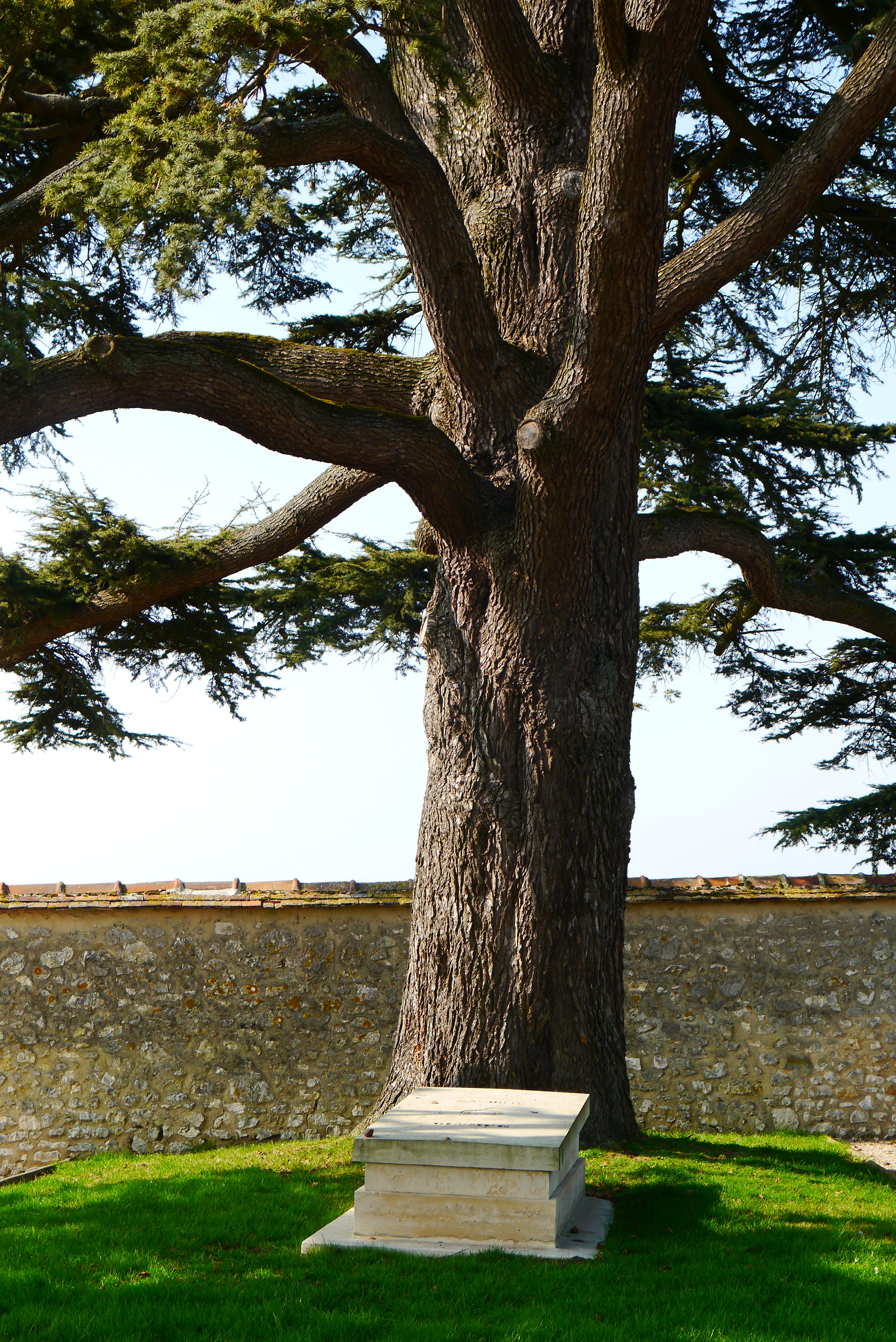
Friedhof von Provins – Grab von Jules-César Savigny

Marie Jules César le Lorgne de Savigny (* 5. April 1777 in Provins, Frankreich; † 5. Oktober 1851) war ein französischer Naturforscher und Zoologe. Sein offizielles botanisches Autorenkürzel lautet „Savigny“.

## Leben und Wirken
Zunächst war er sehr an Botanik interessiert, er arbeitete  am Muséum national d’histoire naturelle mit Jean-Baptiste Lamarck und Georges Cuvier  zusammen. Cuvier schlug  Napoleon Bonaparte vor, den  21-jährigen de Savigny als Zoologen auf den ägyptischen Feldzug von 1798 bis 1802 mitzunehmen, so begleitete er die Wissenschaftsexpedition Napoléons nach Ägypten (Ägyptenfeldzug in den Jahren 1798 bis 1801). Savigny wurde verantwortlich für die Untersuchung der Wirbellosen, während Étienne Geoffroy Saint-Hilaire (1772–1844) sich um die Wirbeltiere kümmerte. Nach seiner Rückkehr nach Paris im Jahre 1802 begann Savigny die großen Sammlungen aus Ägypten aufzuarbeiten. Im Jahre 1809 erschien über diese Reise die Forschungspublikation Description de l’Égypte, in der er seine Erkenntnisse präsentierte.
1821 wurde er Mitglied der Académie des sciences. Ab dem 13. April 1826 war er Korrespondierendes Mitglied der Königlich-Preußischen Akademie der Wissenschaften.

## Nach de Savigny benannte Taxa
Ihm zu Ehren wurde die Gattung Savignya DC. aus der Pflanzenfamilie der Kreuzblütler (Brassicaceae) benannt.
Weitere Arten oder Gattungen sind:
- Trididemnum savignii (Herdman, 1886)
- Sepia savignyi (H. de Blainville, 1827)
- Mitra savignyi (Payraudeau, 1826)
- Anachis savignyi (Moazzo, 1939)
- Savignyella (Levinsen, 1909)
- Ophiactis savignyi (J. Müller & Troschel, 1842; Ljungman, 1867)
- Siderastrea savignyana (Milne Edwards & Haime, 1850)
- Microcosmus savignyi (Monniot, 1962)
- Dynamenella savignii (H. Milne Edwards, 1840)
- Leptochelia savignyi (Krøyer, 1842)
- Savignyella (Levinsen, 1900)
- Planaxis savignyi (Deshayes, 1844)
- Vexillum savignyi (Payraudeau, 1826)
- Diadema savignyi (Michelin, 1845)
- Thais savignyi (G. P. Deshayes, 1844)
- Goniopora savignyi (Dana, 1846)
- Loimia savignyi (M’Intosh, 1885)

## Schriften (Auswahl)
- J.C. de Savigny: Histoire naturelle et mythologique de l’ibis. Allais: Paris 1805
- J.C. de Savigny: Description de l’Égypte. Paris, 1809
- J.C. de Savigny: Mémoires sur les animaux sans vertèbres. d’Éterville & Dufour: Paris, 1816
- J.C. de Savigny: Histoire naturelle et mythologique de l’ibis, Paris, Allais libraire, 1805.
- J.C. de Savigny: Système des oiseaux de l’Égypte et de la Syrie, dans Description de l’Égypte, Histoire naturelle, Tome premier, Paris, 1809, p. 62 à 114.
- J.C. de Savigny: Explication sommaire des planches de reptiles (supplément), dans Description de l’Égypte, Histoire naturelle, Tome premier, Paris, 1809, p. 161 à 184.
- J.C. de Savigny: Tableau systématique des ascidies, dans Description de l’Égypte, Histoire naturelle, Tome premier, Paris, 1809, 2 è partie, p. 1 à 58.
- J.C. de Savigny: Système des annelides..., dans Description de l’Égypte, Histoire naturelle, Tome premier, Paris, 1809, 3 è partie, p. 1 à 128.
- J.C. de Savigny: Explication sommaire des planches... dont les dessins ont été fournis par M.J.C. Savigny pour l’Histoire naturelle de l’ouvrage, dans Description de l’Égypte, Histoire naturelle, Tome premier, Paris, 1809, 4 è partie, p.1 à 336.
- J.C. de Savigny: Description sommaire des mammifères carnassiers..., dans Description de l’Égypte, Histoire naturelle, Tome second, Paris, 1812, p.744 à 750.
- J.C. de Savigny: Oiseaux du Nil, Paris, édition du Jardin de Flore, 1979.